# Голден Мафвента
Голден Мафвента (англ. Golden Mafwenta; нар. 15 січня 2001, Лусака, Замбія) — замбійський футболіст, опорний півзахисник чеського клубу «Вишков» і збірної Замбії.

## Клубна кар'єра
Футбольну кар'єру розпочав на батьківщині, в «Занако». У сезоні 2019 року дебютував у вищому дивізіоні національного чемпіонату. З жовтня 2020 по червень 2021 року виступав в оренді за інший замбійський клуб, «Білдкон».
Наприкінці серпня 2021 року переїхав до Європи, де підписав контракт з чеським «Вишковим». Наприкінці квітня 2022 року перейшов в оренду до американського «Реал Монаркс». 30 квітня в матчі проти дублерів «Сент-Луїса» дебютував за новий клуб. 4 вересня в поєдинку проти дублерів «Портленд Тімберз» забив свій перший м'яч за «Реал Монаркс». На початку грудня 2022 року повернувся до «Вишкова» з оренди. 5 березня в матчі проти «МАС Таборско» дебютував у чеській ФНЛ — другому дивізіоні чемпіонату Чехії. 5 травня в поединку проти «Пржибрама» відзначився своїм першим голом за «Вишков».
Наприкінці липня 2024 року у ЗМІ з'явилася інформація про оренду з правом викупу Голдена Мафвенти до «Металіста 1925», але офіційно про перехід замбійця оголосили 10 вересня 2024 року. У футболці харківського клубу дебютував 12 вересня 2024 року в переможному (2:1) виїзному поєдинку 6-го туру групи Б Першої ліги України проти запорізького «Металурга». Голден вийшов на поле в стартовому складі, на 8-й хвилині отримав жовту картку, а на 60-й хвилині його замінив Ігор Когут.

## Кар'єра в збірній
Дебютував за збірну Замбії 19 січня 2021 року в матчі чемпіонату африканських націй 2020 проти збірної Танзанії. У 2024 році отримав виклик до збірної на Кубок африканських націй 2023 року, але на турнірі не зіграв жодного матчу.

## Досягнення
«Металіст 1925»:
 Бронзовий призер Першой ліги України: 2024/25

## Статистика виступів

### У збірній
| Дата       | Місто    | Господарі         | Результат | Гості            | Турнір                                  | Голи | Примітки |
| ---------- | -------- | ----------------- | --------- | ---------------- | --------------------------------------- | ---- | -------- |
| 5-7-2015   | Лімбе    | Замбія            | 2 – 0     | Танзанія         | ЧАН 2020 — 1-й раунд                    | -    | 33' 45'  |
| 8-6-2021   | Котону   | Бенін             | 2 – 2     | Замбія           | товариський матч                        | -    | 84'      |
| 11-6-2021  | Омдурман | Судан             | 3 – 2     | Замбія           | товариський матч                        | -    | 45'      |
| 9-9-2023   | Мороні   | Коморські Острови | 1 – 1     | Замбія           | Відбір до Кубка африканських націй 2023 | -    | 85'      |
| 12-10-2023 | Абу-Дабі | Єгипет            | 1 – 0     | Замбія           | товариський матч                        | -    | 68'      |
| 17-10-2023 | Шарджа   | Замбія            | 3 – 0     | Уганда           | товариський матч                        | -    | 60'      |
| 17-11-2023 | Ндола    | Замбія            | 4 – 2     | Республіка Конго | Відбір до ЧС 2026                       | -    | 90+4'    |
| 9-1-2024   | Джидда   | Замбія            | 1 – 1     | Камерун          | товариський матч                        | -    | 45'      |
| Усього     |          | Матчів            | 8         |                  | Голів                                   | 0    |          |